# Алексіс Жак-Стефен
Алексіс Жак-Стефен (22 квітня 1922, Гонаїв — квітень 1961, Порт-о-Пренс) був гаїтянським письменником і громадським діячем, лікар-психіатром.

## Життєпис
Він був одним із засновників Об'єднаної партії гаїтянських комуністів (1959). У квітні 1961 був кинутий урядом Гаїті в тюрму і закатований. Писав французькою мовою. Автор романів «Добрий генерал Сонце» (1955), «Дерева-музиканти» (1957), «В одну мить» (1959) (про долю гаїтянських трудящих) та книги казок «Романсеро при світлі зірок» (1960). Він також був автором літературознавчих статей, в яких він виступав за широке використання фольклору в літературних творах.